# Gymnopleurus moerens
Gymnopleurus moerens là một loài bọ cánh cứng trong họ Bọ hung (Scarabaeidae).